# Alfredo Abon Lee
Alfredo Abon Lee (1927 – Englewood, 4 dicembre 2012) è stato un militare cubano naturalizzato statunitense di origini cinesi.
Lee è conosciuto per essere stato un importante comandante batistiano durante la rivoluzione cubana degli anni '50 quando fu al comando della piazzaforte di Yaguajay. Alla fine della guerra civile nel dicembre del 1958 fu al comando delle truppe dell'Esercito Nazionale di Cuba contro i ribelli del Movimento del 26 luglio nella battaglia di Yaguajay quando le sue truppe furono pesantemente sconfitte dai ribelli guidati da Camilo Cienfuegos, cosa che determinò la definitiva sconfitta del regime di Fulgencio Batista e la caduta di quest'ultimo subito dopo il 1º gennaio 1959. Prima di questo impegno Lee aveva servito nel Battaglione 22 impiegato in operazioni nella parte orientale di Cuba.
Lee andò in esilio negli Stati Uniti d'America, dove morì a Englewood nel 2012.